# James Simpson (Politiker)

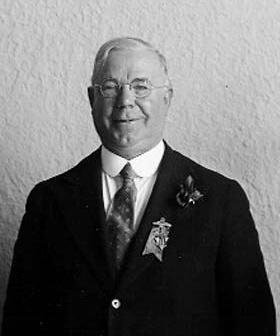
James Simpson

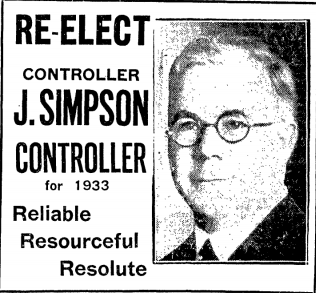
Wahlplakat für James Simpson

James Simpson (* 14. Dezember 1873 in Lindal-in-Furness; † 24. September 1938 in Toronto) war ein kanadischer Journalist, Gewerkschafter, Politiker der Linken und 44. Bürgermeister von Toronto.

## Leben
In den 1890er Jahren stieg Simpson vom Drucker zum Journalisten auf. Bereits 1892 wurde er politisch aktiv, in dem er eines der 27 Mitglieder der gewerkschaftlichen Organisation Typographical Union war und an einem Streik gegen die Toronto News teilnahm. Als Folge dieses Streiks war er Mitbegründer des Evening Star, dem Vorläufer des Toronto Star. Zehn Jahre lang war Simpson Reporter der Stadtpolitik für den Toronto Star. In den Jahren 1904 bis 1909, 1916/1917 und 1924 bis 1936 war er jeweils Vizepräsident der Gewerkschaftsorganisation Trades and Labour Congress of Canada. In den 1920er Jahren stand er mehrfach als Labour-Kandidatur für das kanadische Unterhaus zur Wahl, konnte allerdings die Wahl nicht für sich entscheiden. In den 1930er Jahren wurde er eine führende Figur bei der Ontario New Democratic Party und 1934 trat er zur Bürgermeisterwahl an, die er für sich entscheiden konnte. Damit wurde er erster sozialdemokratischer Bürgermeister von Toronto. Simpson setzte sich für einen Boykott der Olympischen Sommerspiele 1936, um gegen das Regime des Dritten Reiches zu protestieren. Trotz seiner politischen Einstellung war Simpson ein extremer Anti-Katholik, was ihm weitere Unterstützung des Toronto Star kostete und damit eine Wiederwahl als Bürgermeister verhinderte. James Simpson starb 1938 infolge eines Zusammenstoßes seines Autos mit einer Straßenbahn.